# Спортски боб клуб Београд
Спортски боб клуб „Београд“ основан је двадесетих година ХХ века са циљем да се развијају зимски спортови (боб, скијање) у Београду. Осим боба клуб је оформио и пливачку секцију 1926. године на Сави. Управна зграда била је на месту данашњег ресторана „Шест топола“. Том приликом изграђен је и базен на реци дужине 25 и ширине 12 метара. У њему су се сем пливачких одржавала и ватерполо такмичења. Касније се оснивају веслањевеслачка и тениска секција. Током тридесетих година прошлог века, СБК Београд је доживео прави процват, а бројао је око хиљаду чланова. Након Другог светског рата клуб је расформиран.